# Октановое число

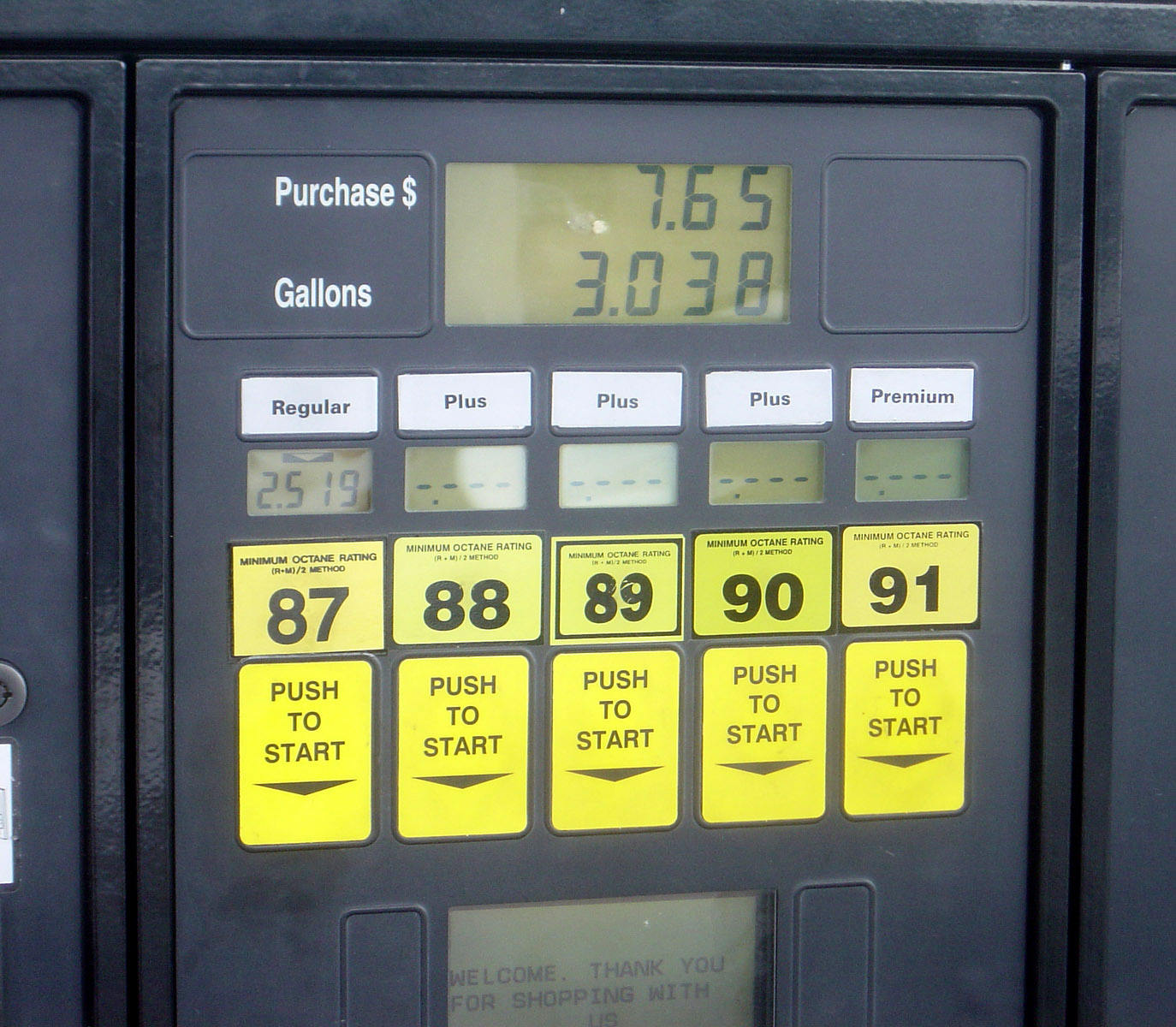
Указание октановых чисел в системе на американской АЗС

Окта́новое число́ — показатель, который характеризует детонационную стойкость (стойкость к взрыву) топлива, применяемого в двигателях внутреннего сгорания с внешним смесеобразованием (обычно бензина, не используется при характеристике дизельного топлива и авиационного керосина). Октановое число определяют на стандартном одноцилиндровом двигателе с переменной степенью сжатия. Бензин с более высоким октановым числом может выдержать более высокую степень сжатия в цилиндрах двигателя без досрочного самовоспламенения (стука в двигателе, «детонации») и потому может применяться в двигателях с бо́льшей удельной мощностью и коэффициентом полезного действия.

## Значения
За эталон взята смесь изооктана (2,2,4-триметилпентана) и н-гептана в двигателях внутреннего сгорания с искровым зажиганием; октановое число соответствует содержанию (в процентах по объёму) изооктана в эталонной смеси. Поскольку изооктан с трудом самовоспламеняется даже при высоких степенях сжатия, топливо с большей детонационной стойкостью имеет более высокое октановое число.
Для товарного бензина октановое число обычно находится в пределах 70—95, то есть его детонационная стойкость такая же, как и у смеси изооктана и гептана с 70—95 % изооктана. Максимальное значение октанового числа (эквивалент чистого изооктана) равно 100, из-за крайне низкой детонационной стойкости н-гептана чистый гептан принят за минимум с октановым числом, равным 0. При применении антидетонационных присадок возможно достижение более высокой детонационной стойкости, чем у чистого изооктана. Для таких бензинов существует условная октановая шкала, где значения идут выше 100, а эталонной смесью является изооктан с добавлением различных количеств тетраэтилсвинца.
Поскольку реальное топливо не является смесью изооктана и гептана, результаты сравнения зависят от метода испытаний: различают исследовательское октановое число (ОЧИ) и моторное октановое число (ОЧМ). Разница между ОЧИ и ОЧМ называется чувствительностью топлива (англ. fuel sensitivity). Для характеристики детонационной стойкости топлива в реальных условиях эксплуатации применяются также фактическое октановое число (в испытаниях двигателя на стенде) и дорожное октановое число (в испытаниях на дороге непосредственно на автомобиле).
Детонация в двигателе на слух воспринимается как «стук» — характерный металлический звон. Он создаётся волнами давления, возникающими при быстром сгорании смеси и отражающимися от стенок цилиндра и поршня. При этом снижается мощность двигателя и ускоряется его износ, а при возникновении детонационных волн двигатель может быть повреждён или разрушен. Впервые эти явления были исследованы в 1921 году английским инженером Гарри Рикардо, который предложил первую шкалу детонационной стойкости бензинов. Долгое время основным антидетонатором служил тетраэтилсвинец, однако в настоящее время использование этилированного бензина запрещено из-за его токсичности, и для повышения октанового числа применяются другие антидетонационные присадки.

## Испытание топлива
Испытания на детонационную стойкость проводят или на полноразмерном автомобильном двигателе, или на специальных установках с одноцилиндровым двигателем. На полноразмерных двигателях при стендовых испытаниях определяют так называемое фактическое октановое число (ФОЧ), а в дорожных условиях — дорожное октановое число (ДОЧ). На специальных установках с одноцилиндровым двигателем определение октанового числа принято проводить в двух режимах: более жёсткий (моторный метод) и менее жёсткий (исследовательский метод). Октановое число топлива, установленное исследовательским методом, как правило, несколько выше, чем октановое число, установленное моторным методом. Точность определения октанового числа, более правильно именуемая воспроизводимостью, составляет единицу. Это означает, что бензин с октановым числом 93 может показать на другой установке при соблюдении всех требований метода определения октанового числа (ASTM D2699, ASTM D2700, EN 25163, ISO 5163, ISO 5164, ГОСТ 511, ГОСТ 8226) слегка другую величину — например, 92. Существенным является то, что обе величины, 93 и 92, являются и точными, и правильными и при этом относятся к одному и тому же образцу топлива.

## Виды октановых чисел: ОЧИ и ОЧМ
| Вещество                           | ОЧМ     | ОЧИ    |
| ---------------------------------- | ------- | ------ |
| Метан                              | 110,0   | 107,5  |
| Пропан                             | 100,0   | 105,7  |
| н-бутан                            | 91,0    | 93,6   |
| Изобутан                           | 99,0    | 101,1  |
| н-пентан                           | 61,7    | 61,7   |
| Изопентан (2-метилбутан)           | 90,3    | 92,3   |
| Изогексан (2,2-диметилбутан)       | 93,4    | 91,8   |
| 2,2,3-триметилбутан                | 101,0   | 105,0  |
| н-гептан                           | 0       | 0      |
| Изооктан (2,2,4-триметилпентан)    | 100     | 100    |
| 1-пентен                           | 77,1    | 90,9   |
| 2-метил-1-бутен                    | 81,9    | 101,3  |
| 2-метил-2-бутен                    | 84,7    | 97,3   |
| Метилциклопентан                   | 80,0    | 91,3   |
| Циклогексан                        | 77,2    | 83,0   |
| Бензол                             | 111,6   | 113,0  |
| Толуол                             | 102,1   | 115,7  |
| Бензины прямой перегонки           | 41—56   | 43—58  |
| Бензины термического крекинга      | 65—70   | 70—75  |
| Бензины каталитического крекинга   | 75—89   | 80—94  |
| Бензины каталитического риформинга | 77—93   | 83—100 |
| Бензин Н-80                        | 76      | 84     |
| Бензин АИ-92                       | 83,5    | 92     |
| Бензин АИ-95                       | 85,0    | 95     |
| Полимербензин                      | 85      | 100    |
| Алкилат                            | 90      | 92     |
| Алкилбензол                        | 100     | 107    |
| Этанол                             | 100     | 105    |
| Керосин                            |         | 30     |
| Ацетон                             |         | >100   |
| Метил-трет-бутиловый эфир          | 100—101 | 117    |
| 1. 2. 3. 4.                        |         |        |

Исследовательское октановое число (ОЧИ) (англ. Research Octane Number — RON) определяется на одноцилиндровой установке с переменной степенью сжатия, называемой УИТ-65 или УИТ-85, при частоте вращения коленчатого вала 600 об/мин, температуре всасываемого воздуха 52 °C и угле опережения зажигания 13°. Оно показывает, как ведёт себя бензин в режимах малых и средних нагрузок.
Моторное октановое число (ОЧМ) (англ. Motor Octane Number — MON) определяется также на одноцилиндровой установке, при частоте вращения коленчатого вала 900 об/мин, температуре всасываемой смеси 149 °C и переменном угле опережения зажигания. ОЧМ имеет более низкие значения, чем ОЧИ. ОЧМ характеризует поведение бензина на режимах больших нагрузок. Оказывает влияние на высокую скорость и детонацию при частичном дроссельном ускорении и работе двигателя под нагрузкой, движении в гору и т. д.
По крайней мере в 1950-х годах использовалось также октановое число по температурному методу.
Октановое число AKI является средним арифметическим между ОЧИ и ОЧМ. Используется на АЗС в США, Канаде, Бразилии и некоторых других странах.
Разность между ОЧИ и ОЧМ характеризует чувствительность топлива к режиму работы двигателя.

## Распределение октанового числа
Поскольку при эксплуатации полноразмерного двигателя при переменных режимах происходит фракционирование бензина, необходимо раздельно оценивать детонационную стойкость его различных фракций. Октановое число бензина, с учётом его фракционирования в двигателе, получило название «распределение октанового числа» (ОЧР). В связи со сложностью определения октанового числа на двигателях разработаны методы косвенной оценки детонационной стойкости по физико-химическим показателям и характеристикам низкотемпературной реакции газофазного окисления, имитирующего предпламенные процессы.
Углеводороды, которые содержатся в топливах, значительно различаются по детонационной стойкости: наибольшее октановое число имеют ароматические углеводороды и парафиновые углеводороды (алканы) разветвлённого строения, наименьшее октановое число имеют парафиновые углеводороды нормального строения. Топлива нефтяного происхождения, полученные каталитическим риформингом и крекингом, имеют более высокие октановые числа, чем полученные при прямой перегонке.
Для повышения октанового числа топлив используются высокооктановые компоненты и антидетонационные присадки. Многие из них (например, МТБЭ) испаряются легче, чем бензин, что приводит к интересному эффекту у машин с негерметичным бензобаком — по мере расходования топлива и испарения присадки октановое число бензина, оставшегося в баке, уменьшается на несколько единиц. Это приводит к лёгкому звону при полной мощности мотора (если он не оборудован датчиком детонации). Подавляющее большинство современных инжекторных двигателей имеет датчики детонации, позволяющие использовать любой бензин с октановым числом 91—98, однако для двигателей с высокой степенью сжатия может быть необходимо использовать бензин с октановым числом не ниже 95 или даже 98.